# La Corne-en-Vexin
La Corne-en-Vexin is een fusiegemeente (commune nouvelle) in het Franse departement Oise (regio Hauts-de-France). De plaats maakt deel uit van het arrondissement Beauvais. La Corne-en-Vexin is op 1 januari 2019 ontstaan door de fusie van de gemeenten Boissy-le-Bois, Énencourt-le-Sec en Hardivillers-en-Vexin. La Corne-en-Vexin telde op 1 januari 2022 544 inwoners.

## Geografie
De oppervlakte van La Corne-en-Vexin bedroeg op 1 januari 2022 16,85 vierkante kilometer; de bevolkingsdichtheid was toen 32,3 inwoners per km².

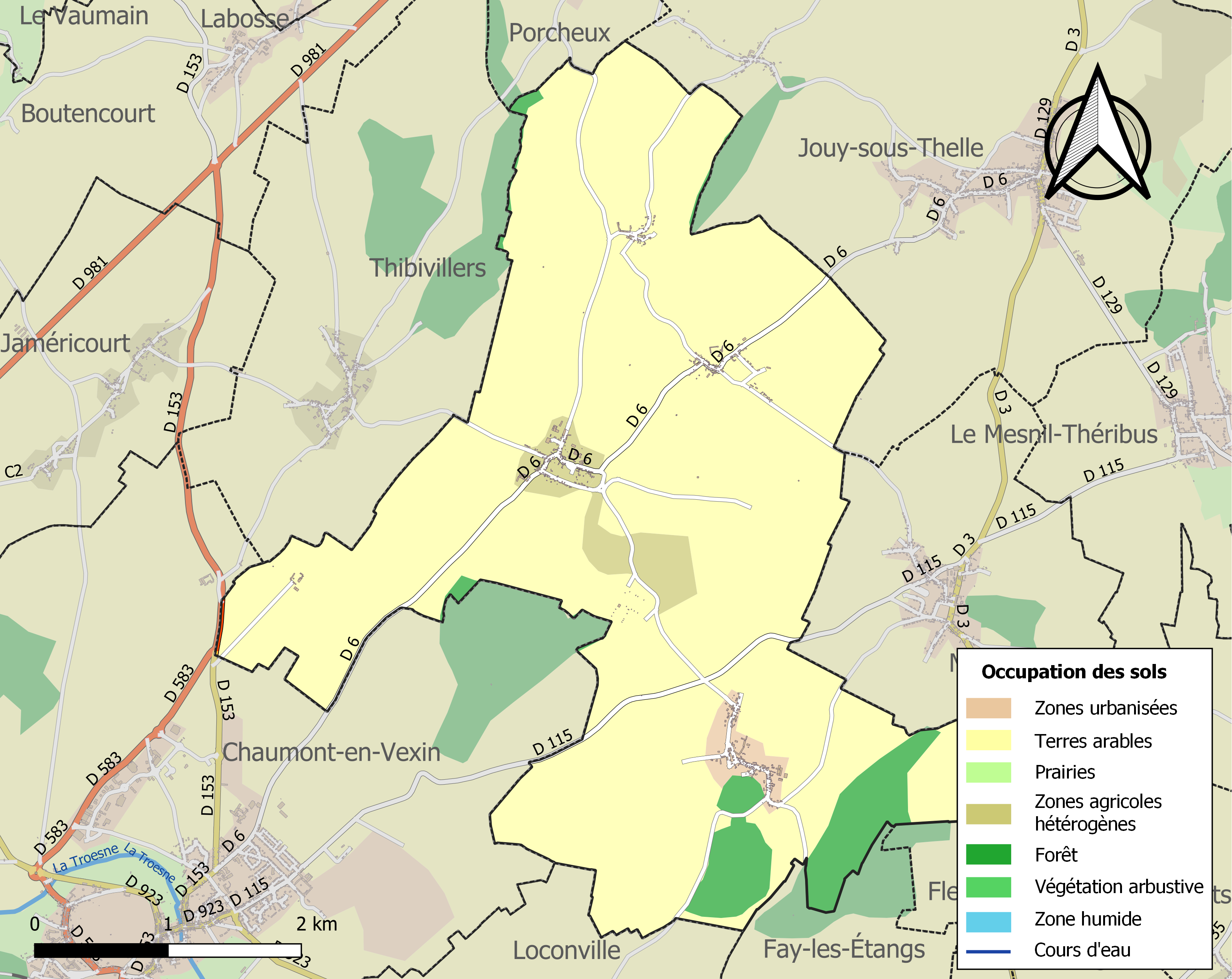
Kaart van de gemeente met belangrijkste infrastructuur, bodemgebruik en omliggende gemeenten